# Jack và đại chiến người khổng lồ
Jack và đại chiến người khổng lồ (tựa tiếng Anh: Jack the Giant Slayer) là một bộ phim phiêu lưu kỳ ảo anh hùng của Mỹ 2013 dựa trên hai truyện cổ của Anh là "Jack và cây đậu thần" và "Jack the Giant Killer". Phim do Bryan Singer đạo diễn và kịch bản chắp bút bởi Darren Lemke, Christopher McQuarrie và Dan Studney. Phim có sự tham gia của Nicholas Hoult, Eleanor Tomlinson, Stanley Tucci, Ian McShane, Bill Nighy và Ewan McGregor. Phim kể về câu chuyện của Jack, một chàng trai nông dân trẻ phải giải cứu một công chúa khỏi một lũ người khổng lồ sau khi vô tình mở một con đường đến vùng đất của chúng trên bầu trời qua những cây đậu thần.